# Alexander Saunderson
Alexander Saunderson (1783-1857) est député whig pour Cavan de 1826 à 1831. Il est un propriétaire foncier avec 12 000 acres. Bien qu'issu de la tradition des planteurs protestants, il soutient l'Émancipation des catholiques. 

## Biographie
Alexander Saunderson est un plaisancier passionné de course sur Lough Erne et un membre fondateur vers 1818, du groupe qui devient le Lough Erne Yacht Club. Il conçoit et construit des voiliers rapides à Castle Saunderson - tout comme son fils et successeur Edward. L'un de ses bateaux les plus réussis, est appelé Bluestocking. Sa mère et sa tante sont Bluestockings. Il est membre de la Royal Dublin Society. 
Les Saunders irlandais sont une branche du XVIIe siècle d'une vieille famille, originaire de Durham, les Saundersons de Saxby, qui port les titres de vicomte Castleton (irlandais: vers 1628) et de baron Saunderson (britannique: vers 1714) jusqu'en 1723. 
Le 18 mars 1828, Saunderson épouse Sarah Juliana, sœur de son collègue député, Henry Maxwell et fille d'Henry Maxwell, 6e baron Farnham. Ils ont trois fils et deux filles. Leur fils Edward James Saunderson est également député de Cavan de 1865 à 1874 et devient plus tard député de North Armagh de 1885à 1906. 
En 1947, l'arrière-petit-fils de Saunderson, également nommé Alexander, épouse Louise Astor Van Alen, petite-fille de James John Van Alen et petite-nièce de John Jacob Astor IV, victime du Titanic, et ex-femme de deux différents princes géorgiens Mdivani. 